# Gebrauchswert
Der Gebrauchswert ist in der Arbeitswerttheorie und der Wirtschaftswissenschaft der Wert eines Gutes hinsichtlich seiner Nützlichkeit oder seiner Eignung für einen bestimmten Zweck.

## Allgemeines
Das Wort Gebrauchswert (englisch value in use) stammt aus den historischen Wirtschaftswissenschaften; sein Begriffsinhalt ist heute in der Umgangssprache umstritten. Die klassische Nationalökonomie unterschied im Hinblick auf den Verwendungszweck eines Gutes zwischen seinem Gebrauchs- und Tauschwert. Es geht um den längeren Gebrauch eines Wirtschaftsobjekts im Gegensatz zum kurzfristigen Verbrauchsgut. Gebrauchswert und Tauschwert sind keine Erscheinungsformen derselben logischen Kategorie „Wert“, sondern selbständige Kategorien und erklären ganz verschiedene Sachverhalte.

## Arten
Es ist zu unterscheiden zwischen dem subjektiven und objektiven (technischen) Gebrauchswert:
- Der subjektive Gebrauchswert ergibt sich aus dem konkreten Bedürfnis eines Wirtschaftssubjekts. Wer beispielsweise Durst hat, für den besitzen Getränke einen hohen Gebrauchswert (der Durstige hat einen hohen Grenznutzen), wer seinen Durst gerade gelöscht hat, benötigt keine Getränke mehr (für ihn ist der Grenznutzen weiterer Getränke sogar negativ). Die Nützlichkeit (Ophelimität) bestimmt den subjektiven Gebrauchswert und ist für jede Person anders.[5]
- Der objektive Gebrauchswert ergibt sich aus den technischen Daten, Eigenschaften und der Funktionalität eines Gegenstands, die ihn für einen bestimmten Zweck als geeignet oder ungeeignet erscheinen lassen.

Subjektiver und objektiver Gebrauchswert stimmen häufig nicht überein wie im klassischen Wertparadoxon zum Ausdruck kommt. Ludwig von Mises wies 1924 darauf hin, dass subjektiver Gebrauchswert und subjektiver Tauschwert bei Gütern zwei verschiedene Begriffe seien, aber bei Geld zusammenfallen.

## Unterscheidung zwischen Gebrauchs- und Tauschwert
Beispiel
Neben einer Fabrik liegt eine Agrarfläche, die ein Fabrikant zum Baugrundstück umwandeln lassen könnte und deshalb mit 80 Geldeinheiten pro m² (GE/m²) den doppelten Kaufpreis von dem Betrag anbietet, der sonst ortsüblich gezahlt würde. Andere Landwirte aus der Nachbarschaft würden bei gegebener Bodenqualität lediglich 1 GE/m² zahlen, als Baugrundstück 2 GE/m². Daraus lässt sich folgende Matrix ableiten:
| subjektiv / objektiv | Gebrauchswert | Tauschwert                                                       |
| -------------------- | --- | ---------------------------------------------------------------- |
| subjektiver          | 2 GE/m² für andere Landwirte 80 GE/m² für den Fabrikanten                                                            |                                                                  |
| objektiver           | 1 GE/m² für andere Landwirte bei gegebener Bodenqualität 40 GE/m² für Baugrundstücke im Hinblick auf die Mietrendite |                                                                  |
| subjektiver          | | 80 GE/m² kann der Landwirt vom Fabrikanten erhalten              |
| objektiver           | | 40 GE/m² kann der Landwirt allgemein für Baugrundstücke erhalten |

Die objektiven Werte sind gegebene Marktdaten, die durch den Landwirt oder den Fabrikanten nicht beeinflussbar sind (Datenparameter). Die subjektiven Werte sind das Ergebnis des hohen Interesses der Wirtschaftssubjekte.

## Geschichte

### Klassiker
Aristoteles unterschied in seiner Wertlehre innerhalb seines Werks Politik erstmals zwischen den beiden Verwendungsmöglichkeiten von Gütern, dem Gebrauch und dem Tausch. Entsprechend unterschied er auch zwischen Gebrauchs- und Tauschwert. Er stellte den Gebrauchswert in den Vordergrund seiner Analyse und betonte die Rückbindung des Tauschwerts an den Gebrauchswert. Der Tauschwert ergab sich für ihn aus der äquivalenten Menge eines anderen Guts oder gegen Geld.
John Law unterschied im Jahre 1705 erstmals seit Aristoteles wieder zwischen dem subjektiven Gebrauchswert und dem Tauschwert und versuchte dies am Beispiel von Silber zu erklären. Als Ware (englisch Commodities) besaß Silber einen Wert aufgrund seines Nutzens für nicht monetäre Zwecke (als Schmuck oder Geschirr). Er ging davon aus, dass der aus der Zahlungsmittelfunktion von Silber resultierende und vom Gebrauchswert unabhängige Zusatzwert (Tauschwert; französisch valeur additionelle) ausschließlich auf seine Zahlungsmittelfunktion zurückzuführen sei. „Der zusätzliche Wert, welchen Silber aus seiner Geldverwendung erfährt, stammt von den Eigenschaften her, welche es zu dieser Verwendung als brauchbar erscheinen lassen, und dieser Wert ergibt sich aus dem Gebrauch als Geld.“ Hierdurch versuchte er die Substituierbarkeit von Gold und Silber durch Papiergeld zu begründen. Law war seit 1715 Chef der Banque Générale in Paris und hielt den Gebrauchswert (von ihm dort lediglich französisch valeur genannt; eigentlich französisch valeur des usages zur Unterscheidung vom Tauschwert, französisch valeur des échanges) für wichtiger.
Adam Smith griff die Unterscheidung des Aristoteles auf und klärte im März 1776 in seinem grundlegenden Werk Der Wohlstand der Nationen, „nach welchen Regeln sich der Tauschwert eines Gutes richtet“. Smith konzentrierte sich auf den Tauschwert als Funktion für die Preisbildung auf Märkten.
David Ricardo ging 1817 davon aus, dass bei unvermehrbaren Gütern die Knappheit – also das Verhältnis von Angebot und Nachfrage auf einem Markt – den Tauschwert eines Gutes bestimmt. Für ihn ist der Gebrauchswert eine Voraussetzung, nicht jedoch ein Bestimmungsgrund des Tauschwerts oder Preises. Einen Tauschwert kann es nur geben, wenn auch ein Gebrauchswert vorhanden sei. Ricardo sah im Gebrauchswert die Nützlichkeit eines Gutes zwar die Grundlage seines Wertes; ökonomisch relevant sei jedoch die Fähigkeit eines Gutes, sich gegen andere Güter tauschen zu lassen.

### Marxismus
Für Karl Marx bestand der den Kapitalisten zufließende Mehrwert aus der positiven Differenz zwischen dem Gebrauchswert der Arbeit und ihrem Tauschwert. In der Fassung von Marx werden unter den Gebrauchswerten qualitativ und quantitativ bestimmte nützliche Güter wie „Dutzend Uhren, Elle Leinwand, Tonne Eisen“ verstanden. Marx baute hierbei auf der von David Ricardo stammenden Arbeitswertlehre auf, die zwischen dem Tauschwert einer Ware und ihrem Preis unterschied. Für Marx ergibt sich der Gebrauchswert aus der von einem Arbeiter produzierten Gütermenge. Gebrauchswerte „bilden den stofflichen Inhalt des Reichtums“. Die Benutzung des Gebrauchswerts ist der – produktive oder individuelle – Konsum. Dabei kommt es nicht darauf an, ob zur Herstellung viel oder wenig Arbeitsaufwand nötig war. Die kapitalistische Besonderheit liege darin, dass die Gebrauchswerte für den Markt produziert werden.
Die Tatsache, dass Waren sowohl einen Gebrauchs- als auch einen Tauschwert (Wert) haben, wird von Marx auf den Doppelcharakter der in den Waren dargestellten Arbeit  zurückgeführt. Marx nennt die Ware etwas „Zwieschlächtiges, Gebrauchswert und Tauschwert“.
Marx benennt mit Verweis auf Aristoteles eine weitere Verschränkung, die aus der Tauschbeziehung erwächst: „Seine Ware [die des Warenbesitzers, d. Verf.] hat für ihn keinen unmittelbaren Gebrauchswert. Sonst führte er sie nicht zu Markt. Sie hat Gebrauchswert für andre. Für ihn hat sie unmittelbar nur den Gebrauchswert, Träger von Tauschwert und so Tauschmittel zu sein.“
Marx kritisiert David Ricardo, dass er den Gebrauchswert als einfache Voraussetzung tot liegen lasse. Demgegenüber ist der Gebrauchswert überall dort in der ökonomischen Analyse zu berücksichtigen, wo er die ökonomische Formbestimmung modifiziert (siehe Rosdolsky).

### Neoklassische Theorie
In der neoklassischen Theorie wird nicht vom Gebrauchswert gesprochen; der Wert einer Sache wird in der Nutzentheorie aus dem Grenznutzen abgeleitet. Die Nutzentheorie geht davon aus, dass alle Waren einen messbaren Nutzen haben, der sich allerdings von Individuum zu Individuum unterscheiden kann.

## Gebrauchswerte bei Hans im Glück
Im Schwank Hans im Glück der Brüder Grimm aus dem Jahre 1819 erhält Hans als Lohn für sieben Jahre Arbeit einen kopfgroßen Klumpen Gold. Diesen tauscht er gegen ein Pferd, das Pferd gegen eine Kuh, die Kuh gegen ein Schwein, das Schwein gegen eine Gans, und die Gans gibt er für einen Schleifstein mitsamt einem einfachen Feldstein her. Er geht dabei – ökonomisch betrachtet – jeweils unglücklichen Tauschhandel ein, denn bereits der Tausch des Goldes gegen ein Pferd bringt ihm wirtschaftliche Nachteile. Auch wenn er dabei den Nutzwert der erhaltenen Sachen im Auge hat, handelte er aus wirtschaftlicher Sicht als „Hans im Unglück“.
In der Volkswirtschaftslehre wird der Schwank als klassisches Beispiel für einen Tauschhandel präsentiert, bei dem Güter direkt gegeneinander getauscht werden und ein objektiver Tauschmaßstab wie der Preis fehlt. Hans tauscht unentwegt seine Güter und ignoriert dabei deren Tauschwert. Vielmehr stuft er den Gebrauchswert eines Pferdes höher ein als den des Klumpens Gold, obwohl dieser – auch damals schon – einen weitaus höheren Tauschwert besaß. Hans hat dem Gebrauchswert Priorität beigemessen, weil ihm ein Pferd als Tragtier bei seiner Reise mehr nutzt als Gold.

## Maßstäbe
Der Gebrauchswert zum Beispiel eines Stuhles besteht darin, dass man auf ihm sitzen, oder der Gebrauchswert eines Tisches darin, dass man auf ihm Dinge abstellen kann. Ein Beispiel, das die Abhängigkeit des Gebrauchswertes vom Individuum zeigt, ist die Zigarette: Der Gebrauchswert einer Zigarette ist unterschiedlich hoch für eine Person, die raucht, und für eine, die nicht raucht.
Grundsätzlich können nicht nur Waren, sondern auch andere Dinge ebenfalls einen Gebrauchswert haben, wie z. B. Luft. Arbeitsprodukte, die in einer Familie hergestellt werden, wie zum Beispiel Mittagessen, haben einen Gebrauchswert, jedoch keinen Tauschwert. Denn sie werden nicht auf Märkten getauscht, sind demnach keine Handelswaren.
Der Gebrauchswert einer Ware ist eng an die konkret physischen Eigenschaften des jeweiligen Gebrauchsgegenstandes gebunden und hängt stark von den individuellen Bedürfnissen der Menschen ab. Da Menschen stets Bedürfnisse haben, gibt es auch stets Gebrauchswerte, die diese Bedürfnisse befriedigen sollen. Die Gebrauchswerte selbst können aber geschichtlichem Wandel unterliegen. Im Gegensatz zum Tauschwert setzt die Existenz von Gebrauchswerten keinen Markt voraus.
In einer Marktwirtschaft gilt, dass für den Käufer einer Ware sich der Gebrauchswert aus deren Verfügbarkeit und Nützlichkeit ergibt. Für den Verkäufer einer Ware A steht deren Tauschwert im Mittelpunkt, also in wie viele andere Waren B, C oder D, die einen Gebrauchswert für den Verkäufer der Ware A haben, kann die Ware A eingetauscht werden. Genau umgekehrt für die Verkäufer der Waren B, C oder D, die sich für die Tauschwerte ihrer jeweiligen Waren interessieren, aber für den Gebrauchswert der Ware A.
Nur Waren, die einen Gebrauchswert haben, können auch einen Tauschwert haben. Der Gebrauchswert ist Voraussetzung für den Tauschwert. In diesem Sinne sind Gebrauchswerte Träger der Tauschwerte. Ist der Tauschwert einer Ware für potenzielle Käufer aus welchen Gründen auch immer zu hoch, dann können diese den Gebrauchswert nicht für sich in Anspruch nehmen.
Der objektive Gebrauchswert von Produkten kann im vergleichenden Warentest ermittelt und dargestellt werden.

## Rechtsfragen
Gebrauchsvorteile werden rechtlich zumeist als Nutzungen im Sinne von § 100 BGB erfasst. Hinsichtlich der Herausgabeansprüche von regulären Nutzungen bilden die §§ 987 ff. BGB (einschlägig ist insbesondere § 993 Absatz 1 BGB) abschließende Regelungen (Eigentümer-Besitzer-Verhältnis). Bei nichtigen Veräußerungen stellt sich die Frage, inwieweit Bereicherungsansprüche mit Ansprüchen aus Eigentümer-Besitzer-Verhältnis konkurrieren können, was von der Rechtslehre weitestgehend anerkannt wird. Die Nutzungshaftung Minderjähriger kann im Falle der Verweigerung der Genehmigung durch die Eltern (§ 109 BGB) zur Wertersatzpflicht nach § 818 Absatz 2 BGB führen.

## Heutige Bedeutung
In der neo-klassischen Wirtschaftswissenschaft wird heute nicht mehr vom Gebrauchswert gesprochen, sondern von Sachgütern (zu den Gütern gehören nach heutiger Auffassung auch die Dienstleistungen); in marxistisch inspirierten Ansätzen, die sich auf die Arbeitswerttheorie beziehen, spielt der Begriff weiterhin eine Rolle.
Heute bestimmt sich der Gebrauchswert eines Gegenstandes aus der Eignung seinem Verwendungszweck, d. h. dass die für die für den Gebrauch relevanten Eigenschaften in ausreichendem Maß vorhanden sind und aus der Beständigkeit dieser Eigenschaften bei Gebrauchs- und Umwelteinwirkungen im Verlauf der Gebrauchsdauer.
Der Zweck einer Waschmaschine besteht darin, Textilien waschen zu können. Ein höherer Gebrauchswert ergibt sich aus Multifunktionsgeräten, weil mit ihnen mindestens zwei Funktionen erfüllt werden können. Je eingeschränkter die Brauchbarkeit von Gegenständen ist, umso geringer ist ihr Gebrauchswert. Ludwig Felix kritisierte Karl Marx, weil dieser übersehen habe, „dass nicht alles, was produziert wird, mit Nutzen verkauft werden kann“. Neben diesen objektiven Merkmalen gelten weiterhin die klassischen subjektiven: Ein wertvolles Kunstwerk hat für ein Museum oder einen Kunstsammler einen höheren Gebrauchswert (Ausstellung für die Öffentlichkeit) als für einen Laien.